# Pichia
Pichia és un gènere de fongs de la família de les piquiàcies (Pichiaceae). És un llevat unicel·lular que sempre havia estat considerat un microorganisme contaminant, però actualment té gran rellevància com a patogen clínicament significatiu. Presenta reproducció tant asexual (gemmació multilateral) com sexual i poden fermentar la glucosa.

## Espècies acceptades
Dins el gènere Pichia hi ha diferents espècies acceptades:
- Pichia barkeri
- Pichia cactophila
- Pichia cecembensis
- Pichia cephalocereana
- Pichia deserticola
- Pichia eremophila
- Pichia exigua
- Pichia fermentans
- Pichia heedii
- Pichia kluyveri
- Pichia kudriavzevii
- Pichia manshurica
- Pichia membranifaciens
- Pichia nakasei
- Pichia norvegensis
- Pichia occidentalis
- Pichia pseudocactophila
- Pichia scutulata
- Pichia sporocuriosa
- Pichia terricola

Algunes de les espècies abans conegudes com a Pichia, després de realitzar estudis filogenètics i observar que no pertanyen al gènere de Pichia, han patit una modificació en la seva taxonomia, com és el cas de, per exemple, Pichia ohmeri (Kodameae ohmeri) i Pichia anomala (Wickerhamomyces anomalus, també coneguda com a Hansenula anomala).

## Característiques

### Reproducció
Pel que fa a la seva forma de reproducció asexual, realitza la gemmació multilateral en una base estreta. Les seves cèl·lules són esfèriques, ovoides o curtes allargades i poden aparèixer pseudohifes, no es formen hifes veritables.
En la reproducció sexual, els ascs no estan conjugats o mostren una conjugació entre cèl·lules independents o entre una cèl·lula mare i el seu brot. Algunes espècies són heterotàliques, mentre que altres són homotàliques. Els ascs poden ser persistents o deliqüescents, i forma d'una a quatre, o rarament de cinc a vuit, ascospores. La morfologia de les ascospores varia des d'una forma aspra o llisa fins a una forma de barret. Les ascospores d'algunes espècies poden tenir sortints equatorials o subequatorials.

### Característiques fisiològiques i bioquímiques
Les seves característiques fisiològiques i bioquímiques són les següents: fermenten la glucosa i no altres sucres, les espècies assimilen pocs sucres i altres compostos de carboni. No utilitzen el nitrat com a font de nitrogen, formen el coenzim Q-7 i la reacció del blau de diazonio B és negativa.

## Mètodes d'identificació

Anàlisi del perfil de restricció RFLP (Restriction Fragment Length Polymorphism)

De manera general els llevats han estat classificats i identificats segons les seves característiques morfològiques, com la reproducció vegetativa, sexual, esporulació, morfologia cel·lular, aspecte de la colònia i les seves propietats fisiològiques i bioquímiques com el tipus de fermentació i l'assimilació dels sucres, de nitrats, etc. Aquestes tècniques clàssiques es basen en un estudi del fenotip, el qual pot ser inexacte en la taxonomia de grups de llevats.
Com a medis típics per al cultiu d'espècies de Pichia tenim el medi líquid de YM, que conté extracte de llevat, extracte de malt, peptona i agar ajustat a un pH de 6,0; on els paràmetres que més s'han de cuidar per optimitzar el creixement són les fonts de carboni, nitrogen i l'agitació.
A nivell de mètodes moleculars per a la identificació d'espècies de Pichia, s'han utilitzat marcadors moleculars, normalment de cada espècie. Es pot dur a terme una seqüenciació dels gens ribosomals i l'anàlisi dels diferents perfils de restricció del DNAr (RFLP), PCR o FISH entre els més habituals.

## Pichiaen aliments

### Efectes negatius

#### Pichia com organisme específic del deteriorament d'aliments

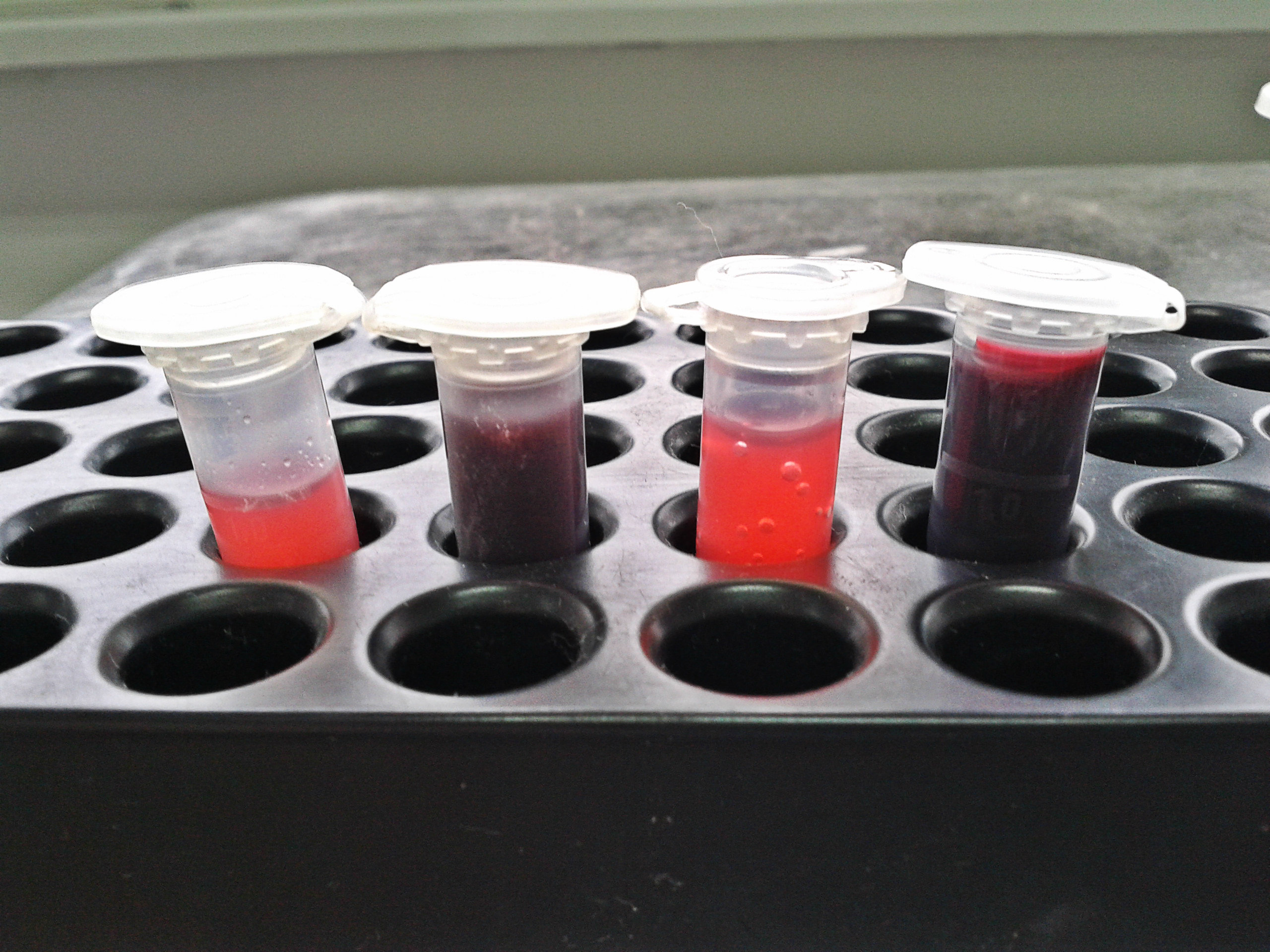
Preparació d'un antibiograma a partir d'una mostra de suc de nabius

Mitjançant uns estudis realitzats, s'ha vist que el deteriorament del suc de nabius es dona per bacteris i llevats. Entre aquests llevats que deterioren el suc de nabius es troba el gènere Pichia.
S'ha vist que Pichia, juntament amb altres gèneres com Cryptococcus i Meyerozyma, augmenta el seu nombre durant l'emmagatzematge d'aquest producte, el que comporta el deteriorament del suc de nabius. Per tant, s'ha identificat a Pichia com un organisme específic del deteriorament d'aliments.
Molts dels estudis basats en el deteriorament s'han centrat en Pichia, pel fet que és el microorganisme típic que causa el deteriorament en el suc, a més d' haver estat trobat en vuit espècies de Pichia en el suc de taronja, però no només es troba en el suc, també és un microorganisme responsable de la putrefacció dels aliments en general. Per exemple, també s'ha pogut aïllar en el vi, sent el principal microorganisme que causa el seu deteriorament.

#### Pichia anomala
Després de Saccharomyces cerevisiae y Debaryomyces hansenii, Pichia anomala és el tercer llevat més transmès a través d'aliments. S' associa generalment amb pH àcids, fruites, refrescos, vins y cerveses. A més, P. anomala pot tenir un paper molt important en la fermentació de l'oli. S'ha demostrat que pot causar el deteriorament en una àmplia gamma d'aliments. A més, és capaç de produir acetat d'etil a patir de la glucosa, compost que es pot formar durant el madurament del pa, provocant el seu deteriorament.
D'altra banda, no sempre està associada al deteriorament dels aliments. La seva activitat antifúngica, gràcies a toxina asassina, fa que sigui un potent organisme de biocontrol. Per exemple, Pichia anòmala és antagònica a una varietat de floridures de deteriorament in vitro, així com a Penicillium roqueforti present en el blat que presenta molta humitat per un mal emmagatzematge hermètic. Es pot utilitzar com a agent de biocontrol per inhibir el creixement de Penicillium roqueforti.

#### Pichia membranaefaciens
Les fonts d'aliments associats més comuns a Pichia membranaefaciens han estat salmorres d'olives, però també es produeix en salmorra de formatge i sembla un component important de les fermentacions del cacau. Ha estat aïllada d'una varietat de conserves d'àcid acètic incloent-hi la ceba, cogombres, remolatxes i xucrut. S'ha informat que aquest llevat causa un deteriorament del tomàquet a causa de la formació de biofilm.
Pichia membranaefaciens mostra ser un bon agent de biocontrol contra Monilia fructifora en cireres, Botrytis cinereal al raïm, la podridura de nectarines a causa de Rhizopus y patògens postcollita de pomes. Aquesta activitat sembla a causa de la producció d'una toxina assasina i dels enzims extracel·lulars como ara la β-1,3-glucanasa i la quitinasa.

## Patogenicitat i importància clínica
És un agent causant de les micosis oportunistes que es desenvolupen en pacients immunocompromesos o casos amb altres factors predisponents, com ara prematuritat, baix pes en néixer, llarga durada de l'estada hospitalària, i existència de vàlvula protèsica.

### Pichia ohmeri
Ha estat aïllat en pacients amb infecció del tracte urinari, peritonitis, endocarditis de vàlvula protèsica, fungèmia i infecció disseminada

### Pichia anomala
És capaç de causar infeccions en pacients immunodeprimits i pacients pediàtrics. S'ha aïllat en un brot de fungemia nosocomial en pacients pediàtrics, d'infeccions en una unitat de cures intensives quirúrgics i com a colonitzadors i agents causants d'infeccions invasives en nens. La seva toxina amb activitat fungicida és una font important d'investigació actual de nous agents antifúngics.

### Pichia kudriavzevii
Pichia kudravzevii és una espècie normalment associada amb diarrees infantils i pot arribar a produir malalties sistèmiques en individus immunodeprimits. Pot colonitzar el tracte gastrointestinal, respiratori i urinari de pacients amb granulocitopenia. La transmissió pot ser deguda a l'entrar en contacte amb la femta d'animals infectats i que potencialment poden contaminar aliments, principalment productes làctics i cervesa

## Aplicacions

### Pichiacom a sistema d'expressió
La producció d'una proteïna funcional està íntimament relacionada amb la maquinària cel·lular de l'organisme produint la proteïna.
El llevat Pichia pastoris és un sistema útil per l'expressió de quantitats que van des de mil·lígrams fins a grams de proteïnes per la investigació bàsica de laboratori i la producció industrial. En comparació amb cèl·lules de mamífer, Pichia no exigeix unes condicions complexes de creixement en medis de cultiu, és genèticament fàcil de manipular i té una via de síntesi de proteïnes eucariotes.
Algunes proteïnes, com receptors de proteïna G, que no poden ser expressats eficaçment en bacteris, Saccharomyces cerevisiae, insectes o baculovirus, s'ha produït amb èxit en forma activa funcionalmet en P. pastoris. Aquest llevat metilotròfic és especialment adequat per l'expressió de proteïnes estrangeres per diverses raons, incloent-hi la facilitat de manipulació genètica, l'alta freqüència de transformació del DNA, la clonació de complementació funcional, els alts nivells d'expressió de proteïnes tant intra com extracel·lulars, i l'habilitat de fer modificacions de proteïnes eucariotes superiors, com glicosilació, formació de ponts disulfur i tractament proteolític.
L'expressió de qualsevol gen estranger a P. pastoris comprèn tres passos principals: la inserció del gen a un vector d'expressió; la introducció del vector d'expressió en l'amfitró de P. pastoris i l' examen de soques potencials de l'expressió del gen estranger.

### Pichiacom probiòtic
En estudis recents en els quals es vol demostrar la capacitat probiòtica dels llevats, s'ha aïllat una soca de Pichia kudriavzevii (KT000037) per realitzar diferents estudis que han demostrat que podria ser una bona solució per al gran augment de demanda que realitzen els fabricants d'aliments, pel fet que busquen probiòtics amb una viabilitat en condicions d'emmagatzematge extremes.
En aquests estudis sobre Pichia, s'ha vist que tenen característiques probiòtiques similars als bacteris de l'àcid làctic (BAL). Algunes de les seves característiques útils per a ser utilitzades com probiòtics són que podrien resistir a les concentracions de sals biliars, pepsines i enzims pancreàtics; la soca inhibeix el creixement de 13 enteropatogens, però mostra una relació comensal respecte a altres probiòtics comercials de llevat i bacteris; té una eficient habilitat d'auto-agregació i co-agregació amb probiòtics de llevats comercials; mostra una bona hidrofobicitat en xilè i toluè; és termotolerant fins a 95 °C per 2 hores; és resistent a 30 antibiòtics amb diferents mecanismes d'acció i demostra tenir metabòlits secundaris termoestables.
Totes aquestes característiques fan que aquesta soca de Pichia es pugui explotar com a cultiu iniciador, co-cultiu o probiòtic en la preparació d'aliments o productes fermentats, com també en aliments que es vagin a escalfar, a part de productes cuits.
D'altra banda, també s'ha vist que Pichia es podria utilitzar com a probiòtic, però no per ajudar en la preparació d'aliments o productes fermentats, sinó com un probiòtic amb activitat antibacteriana contra Salmonella typhimurium. En aquest cas s'utilitza el llevat Pichia pastoris X-33, que pot sobreviure durant 2 mesos en concentracions adequades a l'ambient estressant del tracte gastrointestinal, el qual actua reduint l'adhesió del bacteri patogen i conseqüentment disminueix la mortalitat en els animals amb els que s'ha experimentat. Per tant, es podria utilitzar aquesta Pichia en els pollastres d' engreix per evitar els brots de salmonel·losi i a més augmentar el seu pes.

### Pichiaen biorremediació
P. pastoris X-33 pot ser utilitzada per a millorar els paràmetres ambientals de l'arròs precuinat, reduint COD, TKN i el fòsfor. També produeix quantitats significatives de SCP. El biodièsel de glicerol és un subproducte de la indústria del biodièsel de soja sense valor comercial intrínsec i podria utilitzar-se per a millorar el SCP o el rendiment de probiòtics de Pichia.